# Lijst van vliegvelden in Marokko
Hieronder volgt een lijst van Marokkaanse luchthavens:
Achtereenvolgens vermeld:

plaatsnaam,naam vliegveld,(IATA-code,/ICAO code)
:en op de volgende regel de bestemmingen en eventueel andere opmerkingen.
- Agadir -- Al Massira Airport: (AGA/GMAD)

Vluchten naar de meeste Europese steden.
- Al Kasbah National Airport (-/-)

Oude vliegveld van Agadir, beperkt in gebruik.
- Al Hoceima -- Cherif Al Idrissi Airport: (AHU)/GMTA)

Vluchten naar Brussel, Amsterdam, Casablanca, Nador en Tanger.
- Beni Mellal -- Beni Mellal Airport: (-/GMMD)[3]

lokaal vliegveld, geen bekende lijndiensten
- Casablanca -- Internationale luchthaven Mohammed V: (CMN/GMMN)

Aankomsten en vertrekkingen naar internationale bestemmingen.
- Amfa Airport (CAS/GMMC)

lokaal vliegveld, geen bekende lijndiensten
- Tit Mellil Airport (-/GMMT)

lokaal vliegveld, geen bekende lijndiensten
- El Jadida -- El Jadida Airport (-/GMMJ)[3]

lokaal vliegveld, geen bekende lijndiensten
- Errachidia -- Moulay Ali Cherif Airport (ERH/GMFK)

Vluchten naar Casablanca.
- Essaouîra - Essaouîra Airport of Mogador Airport (ESU/GMMI)

Vluchten naar: Amsterdam (zomer), Agadir, Casablanca, Parijs-Orly
- Fez -- Saïss Airport: (FEZ/GMFF)

Aankomsten en vertrekkingen naar Casablanca, Hahn, Marseille, Oujda, Parijs, en Londen.
- Sefrou Airport (-/GMFU)

lokaal vliegveld, geen bekende lijndiensten
- Ifrane Airport -- Ifrane (-/GMFI)[3]

Vooral nationale vluchten in wintersport-seizoen naar Casablanca en Agadir. Tevens charters naar Londen-Gatwick
- Kenitra -- Kenitra Air Base (MMP/GMMP)[3]

militair vliegveld, geen publiek verkeer bekend
- Marrakesh -- Menara International Airport: (RAK/GMMX)

Vluchten naar Agadir, Bologna, Bordeaux, Brussel, Casablanca, Genève, Frankfurt (Hahn), Lille, London-Gatwick, Londen-Heathrow, Lyon, Marseille, Metz, Milan, Düsseldorf (Weeze), Mulhouse, Nantes, Palma de Mallorca, Parijs, Straatsburg, Stuttgart, Toulouse, Verona en Zürich.
- Meknes - Bassatine Airport (MEK/GMFM)[3]

militair vliegveld, geen reguliere lijndiensten gepland. Twee start- en landingsbanen waarvan een verlicht
- Nador -- Internationale Luchthaven Nador (ook bekend als: Arouit-Nador Airport: (NDR/GMFN)

Vluchten naar Amsterdam, Brussel, Casablanca, Keulen en Düsseldorf.
- Oujda -- Angads Airport: (OUD/GMFO)

Vluchten naar Amsterdam, Casablanca, Marseille en Parijs.
- Ouarzazate -- Ouarzazate Airport: (OZZ/GMMZ)

Vluchten naar Casablanca en Parijs.
- Ouezzane - Ouezzane Airport (-/GMFA)[3]

lokaal vliegveld/light vliegtuigen. Geen lijnvluchten bekend
- Rabat -- Rabat-Sale Airport: (RBA/GMME)

Vluchten naar Parijs.
- Safi -- Safi Airport (SFI/GMMS)[3]

lokaal vliegveld/light vliegtuigen. Geen lijnvluchten bekend
- Sidi Ifni -- Sidi Ifni Airport (SII/GMMF)[3]

Casablanca en Rabat via Casa Air Service, verder geen lijnvluchten bekend
- Tan Tan -- Tan Tan Airport of Plage Blanche Airport (TTA/GMAT)

Geen lijnvluchten bekend
- Tanger -- Internationale luchthaven Ibn Batouta: (TNG/GMMT)

Vluchten naar Amsterdam, Brussel, Casablanca, Londen, Madrid, Mararakech en Parijs.
- Tétouan -- Sania Ramel Airport: (TTU/GMTN)

Vluchten naar Al Hoceima en Casablanca.

## Westelijke Sahara
Onderstaande vliegvelden liggen in de Westelijke Sahara, de Marokkaanse aanspraak op dit gebied wordt niet algemeen erkend.
| Plaats                        | ICAO | IATA | Naam vliegveld     | Bestemmingen                            |
| ----------------------------- | ---- | ---- | ------------------ | --------------------------------------- |
| al-Ajoen (Laâyoune, El Aaiún) | GMML | EUN  | Hassan Ier Airport | Agadir, Casablanca Dakhla, Casablanca   |
| Dakhla (Villa Cisneros)       | GMMH | VIL  | Dakhla Airport     | Agadir, Casablanca al-Ajoen, Las Palmas |
| Smara (Semara)                | GMMA | SMW  | Smara Airport      |                                         |